# Alice Coles
Alice Coles, née Alice Flannagan le 28 août 1865, décédée le 5 novembre 1978, était une supercentenaire américaine, qui fut la doyenne de l'humanité pendant un peu moins de deux ans, du 16 novembre 1976 jusqu'à sa mort. Son âge a été validé par LongeviQuest (LQ) et le Gerontology Research Group (GRG). 

## Biographie
Alice Coles est née sous le nom d'Alice Flannagan le 28 août 1865 à Charlottesville, en Virginie. Elle a fêté ses 110 ans le 28 août 1975. Elle est décédée le 5 novembre 1978 à Syracuse, dans l'État de New York, à l'âge de 113 ans et 69 jours.